# مغنولية كوبوس

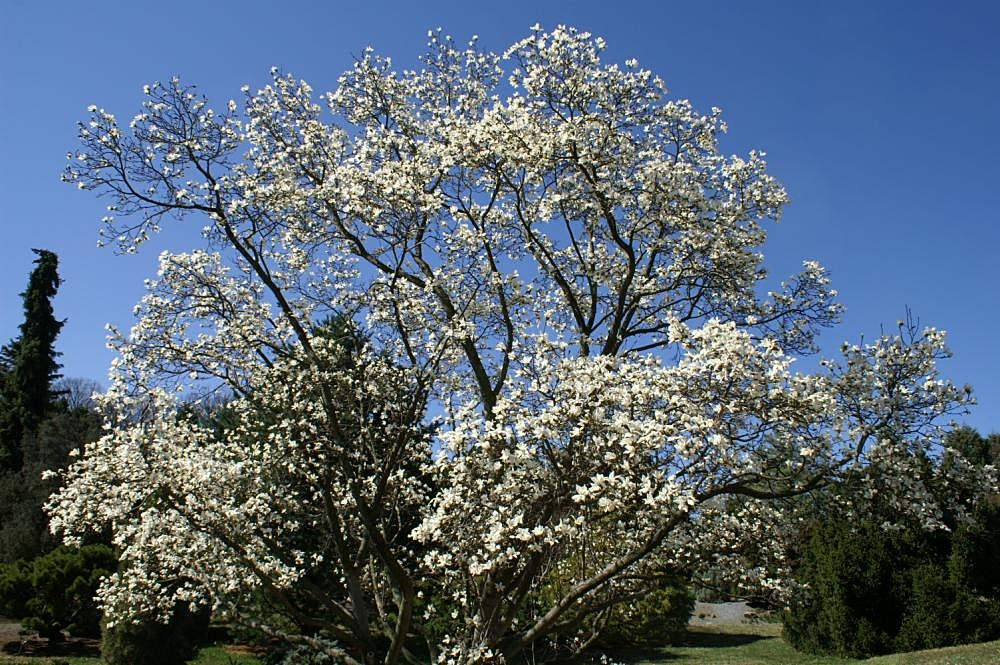
شجرة ماغنوليا كوبوس في الولايات المتحدة الأمريكية

ماغنوليا كوبوس(الإسم العلمي magnolia kobus)، المعروف باسم موكريون ،  كوبوس ماغنوليا ،  أو كوبوشي ماغنوليا ،  هو نوع من ماغنوليا موطنه اليابان ( كيوشو ، هونشو ، هوكايدو ) وكوريا  ويتم زراعته أحيانًا في المناطق المعتدلة .  إنها شجرة متساقطة الأوراق صغيرة إلى طويلة ولها معدل نمو بطيء ولكن يمكن أن يصل طولها إلى 8-15 مترًا (25-50قدم) في الارتفاع وما يصل إلى 10م (35قدم) في الانتشار.

## الوصف
تزهر شجرة ماغنوليا كوبوس في أوائل الربيع ، وتحمل أزهارًا بيضاء عطرة مبهجة مع ميلان من اللون الوردي الباهت يبلغ قطرها حوالي 10 سم (4 بوصات). يتم إنتاج الزهور قبل الأوراق ، كما هو الحال مع معظم أعضاء ماغنوليا. الأشجار الصغيرة لا تزهر.
أوراق الشجر الصيفية لماغنوليا كوبوس خضراء داكنة. الأوراق لها شكل منحرف مع طرف مدبب ، أملس ، أو غير لامع ، ورق جانبي سفلي ، وحواف ناعمة ومتساوية. يبلغ طول الأوراق 8-15 سم (3-6 بوصات) بالترتيب بالتناوب. في الخريف ، تأخذ الأوراق لونًا أصفر وتسقط من الشجرة.

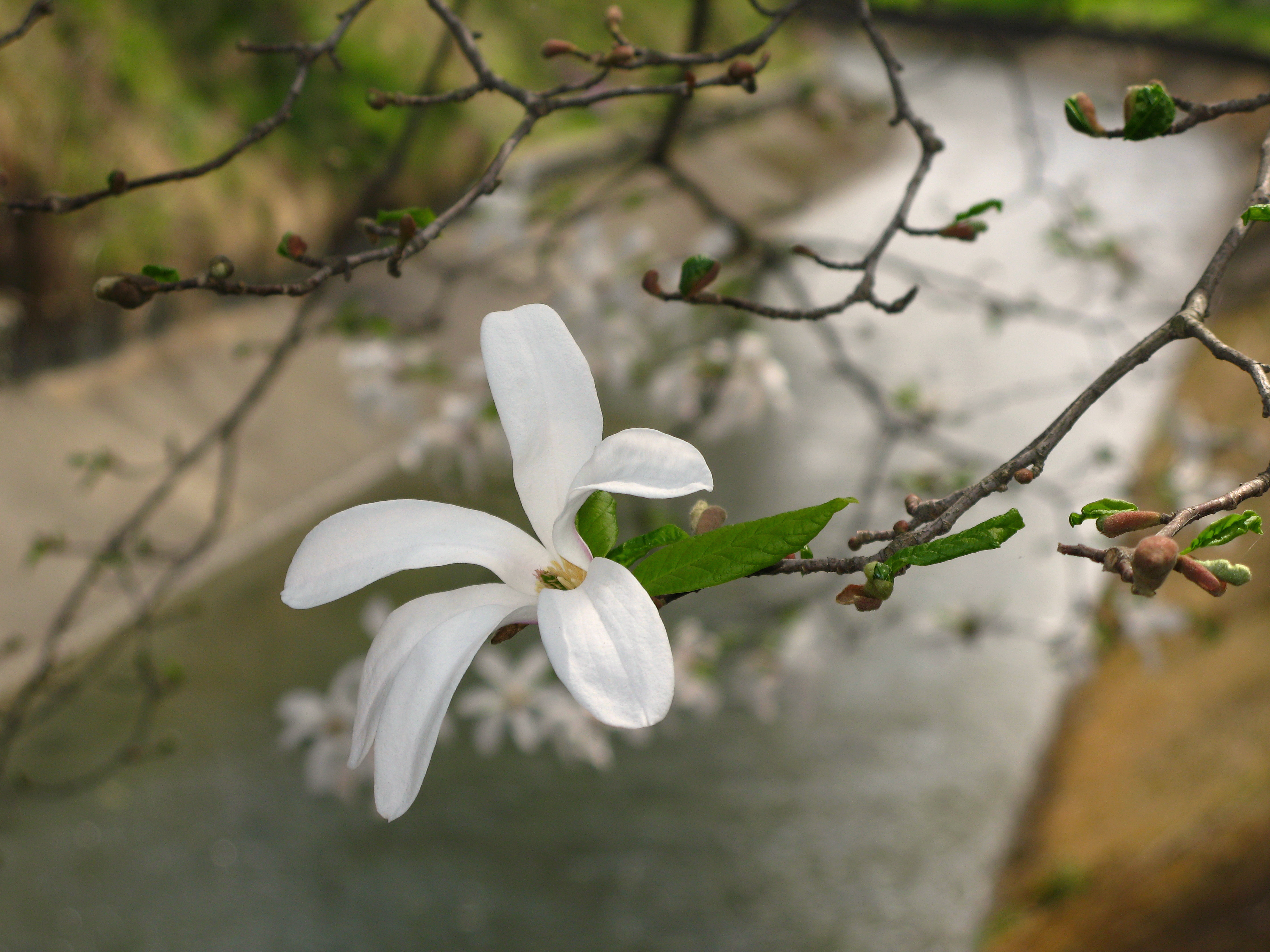
ورقة شجرة ماغنوليا كوبوس مع خلفية نهر في منطقة كانتو باليابان

تنمو ثمرة الكوبس ماغنوليا في مجموعات من البذور الحمراء الصغيرة. يتراوح حجم التجمعات من 1 إلى 3 بوصات ، وتجذب هذه البذور الطيور التي تأكلها.
اللحاء الأقدم ، مثل الجذع لونه بني أو رمادي ، بينما السيقان الجديدة خضراء مع بقع بنية صغيرة. توجد رائحة قوية للفروع أو الأغصان المكسورة.
تم العثور على بذرة يقدر عمرها بـ 2000 عام في حفرة في قرية أسادا القديمة التي تعود إلى العصر البرونزي. زرع علماء الآثار البذرة معتقدين أنها لن تنمو بالتأكيد لكنهم كانوا مخطئين. على عكس أشجار ماغنوليا الأخرى ، كان لديها 7 أو 8 بتلات على أزهارها بدلاً من ستة.

## التصنيف
تم التعرف على نوعين من ماغنوليا كوبوس من قبل بعض المصادر ، مثل
، var.borealis هي شجرة يصل ارتفاعها إلى 25 مترًا (75 قدمًا) ، بأوراق يصل طولها إلى 15 سم (6 بوصات) ، و Var.kobus ، شجرة يصل ارتفاعها إلى 10 أمتار (30 قدمًا) ، ويبلغ طول أوراقها 10 سم (4 بوصات).
يتم تصنيف Magnolia kobus ضمن جنس Magnolia subgenus Yulania.
يرتبط ماغنوليا كوبوس ارتباطًا وثيقًا بشجرة نجم ماغنوليا (Magnolia stellata) .